# 威鋒數位
威鋒數位（英語：DynaComware），舊名華康科技（英語：Dynalab Inc.），是一家台灣電腦軟體公司，為台灣少數以電腦字型為主要產品的科技公司。

## 簡史
華康科技成立於1987年，初期以製造供桌上排版系統所使用的中文字型為主，在倚天中文系統當道時，推出「華康金蝶卡」等儲存於唯讀記憶體的字型產品，而儲存唯讀記憶體的部份其實是系統輔助程式而不是中文字型檔，中文字型檔仍是安裝在硬碟，至於該卡功能其實是增進早期電腦中央處理單元、硬碟、記憶體與中文印表間的傳輸效率。
華康金蝶系列除提供大量繁體中文TrueType字型外，華康公司初期亦有製作日語和韓語的TrueType字型，適值當時印刷業正由活版印刷過渡至數位印刷，華康公司推出的字型曾成為業界標準。
自Windows 3.1推出時起，華康科技與微軟公司合作將Windows中文化，並開始提供字型至今。繁體中文版Windows標準提供的細明體、新細明體及標楷體等皆由華康製作提供。
隨著印刷電腦化，部份華康的字型根據中華民國教育部標準而作出修正：以正體字的書寫標準取代傳統印刷體（例如台灣正體字的「天」字為最上的一劃短，中央的一劃長；而傳統的宋體「天」字為上劃長，中劃短。又如「華」字傳統上美術字最底的一劃為長劃）。華康公司亦有因地區書寫規範的分別而推出「香港版」的華康字型。
1996年，華康跨入電子文件領域，推出DynaDoc文件格式（「.wdl」副檔名）。
2001年10月，華康改名為「威鋒數位」。
2014年，威鋒數位以五部典藏於國立故宮博物院的古籍及復刻版書籍上的文字為基礎所開發出的「古籍書體系列」，榮獲日本好設計獎。
2018年8月27日，台灣YouTuber Joeman發布影片表示，威鋒數位向多名網路創作者（例如有開啟廣告營利的Youtuber）收取一年商用字體授權費。該影片指出，威鋒向網路創作者收取微軟內建字體（新細明體、標楷體）之商用授權費，而引發字型授權爭議。對此字型授權爭議，威鋒數位於9月10日發佈聲明澄清，表示從未主動向任何營利或非營利單位收取微軟內建字體的授權費，未來亦不會收取微軟內建字體的授權費用，無論商用或非商用。

## 字型產品
依據教育部「校園數位內容與教學軟體」統整資料，目前華康授權字型包含繁體中文字型、簡體中文字型、注音字型、英數字型；華康OpenType繁體中文字型、簡體中文字型、注音字型等約2400套左右，基本字型如新細明體、標楷體、華康細明體，美工字形如華康娃娃體等等。

## 外部連結
- 官方网站